# Память мира
Память мира (англ. Memory of the World) — программа Организации Объединённых Наций по вопросам образования, науки и культуры (ЮНЕСКО) по защите всемирного документального наследия. Учреждена в 1992 году.

## Цели программы
- защита всемирного документального наследия;
- обеспечение равноправного доступа пользователей к документальному наследию;
- распространение всеобщей осведомлённости о существовании и значимости документального наследия;
- продвижение программы и представление её произведений широкой общественности.

В рамках программы с 1997 года ведутся регистры документального наследия (на международном, региональном и национальном уровнях). Включение памятника в международный реестр производится через утверждение кандидатуры Международным консультативным комитетом, который является высшим органом управления программой, и одобрение его Генеральным директором ЮНЕСКО.

## Списки наследия
- Память мира (Азия и Тихоокеанский регион)
- Память мира (арабский мир)
- Память мира (Африка)
- Память мира (Европа и Северная Америка)
- Память мира (Латинская Америка и Карибский бассейн)